# Суон, Питер
Пи́тер Суо́н (англ. Peter Swan; 8 октября 1936, Саут-Элмсолл, Уэст-Йоркшир, Англия — 20 января 2021) — английский футболист, тренер. Выступал на позиции центрального хавбека.
Долгие годы Суон играл за английский клуб «Шеффилд Уэнсдей», а также с 1960 по 1962 защищал цвета национальной сборной Англии. Участник чемпионата мира 1962 года. В 1964 году получил пожизненную дисквалификацию от футбольной ассоциации Англии из-за скандала со ставками, снятую лишь в 1972 году.

## Ранняя карьера
Суон родился в 1936 году в Уэст-Йоркшире, в Саут-Элмсолле, и был одним из семи детей в семье горняков. Вскоре после его рождения семья переехала в Армторп, недалеко от Донкастера, где Питер начал играть в футбол в средней современной школе Армторпа. Первоначально его использовали на правом фланге атаки, однако вскоре он переквалифицировался на позицию центрального защитника. В 1952 году присоединился к молодёжной команде «Шеффилд Уэнсдей». В то же время Суон работал в угольной шахте Армторпа. Только после подписания первого профессионального контракта в ноябре 1953 года он сосредоточился на карьере футболиста.

## «Шеффилд Уэнсдей»
В возрасте 18 лет был призван на военную службу и провёл там два года в составе королевского корпуса связи в качестве инструктора по физическому воспитанию. Несмотря на это, Питеру разрешили продолжать выступления за «Шеффилд Уэнсдей». Суон дебютировал во втором дивизионе 5 ноября 1955 года в матче против «Барнсли» (3:0), однако некоторое время ему пришлось ожидать прорыв в своей карьере, поскольку в первых трёх сезонах его обычно использовали только тогда, когда Дон Макэвой не мог играть. С конца февраля 1958 года тренер Эрик Тейлор, а в следующем сезоне 1958/1959 и его преемник Гарри Каттерик стали выпускать Суона в стартовом составе, а молодой защитник превратился в ключевого игрока клуба. После выхода клуба в высший дивизион в 1959 году он отыграл все матчи чемпионата в сезоне 1959/1960 и, таким образом, в значительной степени поспособствовал завоеванию пятого места. В следующем сезоне Суон занял второе место с «совами», уступив победу в турнире клубу «Тоттенхэм Хотспур».
Быстрое развитие Суона привело к тому, что он стал вызываться в национальные сборные Англии: после трёх выступлений за сборную до 23 лет с мая 1960 года он регулярно вызывался в основную сборную. 11 мая 1960 года футболист провёл свой первый матч за сборную против Югославии (3:3), а в последний раз вышел на поле два года спустя против Швейцарии (3:1) 9 мая 1962 года, отыграв за это время в общей сложности 19 матчей за сборную. Также в мае 1962 года вошёл в заявку английской сборной на предстоящий чемпионат мира 1962 года в Чили, но в то время заболел тонзиллитом. Несмотря на то, что Суон вовремя оправился от болезни и отправился с командой в Чили, в Южной Америке он заразился дизентерией, пропустив весь турнир, а основными центральными защитниками были Морис Норман и Бобби Мур.

## Скандал со ставками
Суон был одним из главных героев известного скандала со ставками в Англии в начале 1960-х годов. Вместе с Тони Кеем и Дэвидом Лейном, двумя другими игроками «Шеффилд Уэнсдей», он участвовал в соглашении, которое предусматривало поражение их собственной команды в матче против «Ипсвич Таун» 1 декабря 1962 года, в результате «Ипсвич» выиграл со счётом 2:0. В интервью The Times в 2006 году Суон заявил: «Мы проиграли ту игру с „Ипсвичем“ по делу, они были сильнее нас, но я до сих пор не уверен, что бы я делал, если бы „Шеффилд“ вдруг начал выигрывать. Может быть, заработал бы для соперника пенальти или постарался бы забить автогол — кто знает?». В 1964 году Джимми Голд, который был инициатором сговора, за вознаграждение в 7000 фунтов поделился информацией о матче с газетой The People и раскрыл имена всех участников соглашения. После данной публикации начался судебный процесс над всеми участниками сговора, в качестве улик были использованы звукозаписи, ясно показывающие виновность Суона. Обвинительный приговор был вынесен 26 января 1965 года, и в дополнение к четырёхмесячному тюремному заключению приговор предусматривал пожизненный запрет в отношении профессионального футбола. Считается, что в противном случае Суон мог бы войти в состав сборной Англии на победный для неё чемпионат мира 1966 года. По словам Питера, однажды тренер сборной Англии Альф Рамсей сказал ему, что тот «может не переживать, так как находится в верхней части списка».
В поисках новой профессиональной области Суон сначала работал продавцом автомобилей, а затем трактирщиком в Шеффилде и Честерфилде. В 1972 году футбольная ассоциация Англии помиловала его и сняла запрет в общей сложности через восемь лет.

## Возвращение в футбол
Перед началом сезона 1972/1973 годов Суон снова присоединился к «Шеффилд Уэнсдей» и вернулся в футбол в матче первого тура против «Фулхэма» (3:0). К этому моменту клуб снова стал играть во втором дивизионе. Серия из неудачных матчей и тяжёлая адаптация к изменившейся за время дисквалификации скорости игры привели к тому, что защитник потерял место в стартовом составе, а его выступление 11 ноября 1972 года в матче против «Оксфорд Юнайтед» (0:1) оказалось последним. Тренер Дерек Дули предлагал Суону подписать ещё один контракт на сезон 1973/1974, но при условии, что тот будет играть в резервной команде и тренировать молодых игроков. Вместо этого футболист перешёл в клуб четвертого дивизиона «Бери» после того, как переход в «Честерфилд» сорвался. Суон забил гол в своём дебютном матче за новую команду против «Торки Юнайтед» всего через три минуты, хотя до этого ни разу не отмечался забитыми мячами в чемпионате. Питер был капитаном команды в сезоне 1973/1974 и поучаствовал в продвижении клуба в третий дивизион. После года в составе «Бери» он завершил карьеру в профессиональном футболе, отклонив предложение о подписании нового контракта с условием ежемесячного продления.

## Тренерская карьера
Тренерский путь Суона начался летом 1974 года в любительском клубе «Матлок Таун» в качестве играющего тренера. Питер сразу сумел вывести команду в основной раунд Кубка Англии, всего во второй раз в истории клуба. Кроме того, его подопечные впервые выиграли Трофей Футбольной ассоциации и в финале обыграли фаворита «Скарборо» со счётом 4:0. По окончании второго сезона он покинул клуб с целью занять пост главного тренера в более амбициозной команде. Однако это желание не сбылось, и вместо этого он возглавлял клубы низших дивизионов «Уорксоп Таун» и «Бакстон». В 1980 году Суон вернулся в «Матлок», однако из-за неудачных результатов покинул команду в декабре 1981 года, завершив свою тренерскую карьеру.

## Вне футбола
Суон является отцом пятерых сыновей: Гэри работал шеф-поваром и скончался в 1998 году от рака желудка в возрасте 39 лет, Ли страдает от мышечной дистрофии, а Карл был профессиональным футболистом, выступал под руководством отца, а также за «Донкастер Роверс» и «Рочдейл».
После завершения тренерской карьеры долгое время управлял рестораном в Честерфилде. В 2006 году опубликовал свою биографию Setting The Record Straight, написанную в сотрудничестве с Ником Джонсоном. С середины 2000-х годов страдает от болезни Альцгеймера.

## Статистика в сборной
| №  | Дата             | Соперник          | Счёт | Турнир                                      |
| 1  | 11 мая 1960      | Югославия         | 3:3  | Товарищеский матч                           |
| 2  | 15 мая 1960      | Испания           | 0:3  | Товарищеский матч                           |
| 3  | 22 мая 1960      | Венгрия           | 0:2  | Товарищеский матч                           |
| 4  | 8 октября 1960   | Северная Ирландия | 5:2  | Домашний чемпионат Великобритании 1959/1960 |
| 5  | 19 октября 1960  | Люксембург        | 9:0  | Отбор на чемпионат мира 1962                |
| 6  | 26 октября 1960  | Испания           | 4:2  | Товарищеский матч                           |
| 7  | 23 ноября 1960   | Уэльс             | 5:1  | Домашний чемпионат Великобритании 1959/1960 |
| 8  | 15 апреля 1961   | Шотландия         | 9:3  | Домашний чемпионат Великобритании 1959/1960 |
| 9  | 10 мая 1961      | Мексика           | 8:0  | Товарищеский матч                           |
| 10 | 21 мая 1961      | Португалия        | 1:1  | Отбор на чемпионат мира 1962                |
| 11 | 24 мая 1961      | Италия            | 3:2  | Товарищеский матч                           |
| 12 | 27 мая 1961      | Австрия           | 1:3  | Товарищеский матч                           |
| 13 | 28 сентября 1961 | Люксембург        | 4:1  | Отбор на чемпионат мира 1962                |
| 14 | 14 октября 1961  | Уэльс             | 1:1  | Домашний чемпионат Великобритании 1960/1961 |
| 15 | 25 октября 1961  | Португалия        | 2:0  | Отбор на чемпионат мира 1962                |
| 16 | 22 ноября 1961   | Северная Ирландия | 1:1  | Домашний чемпионат Великобритании 1960/1961 |
| 17 | 4 апреля 1962    | Австрия           | 3:1  | Товарищеский матч                           |
| 18 | 14 апреля 1962   | Шотландия         | 0:2  | Домашний чемпионат Великобритании 1960/1961 |
| 19 | 9 мая 1962       | Швейцария         | 3:1  | Товарищеский матч                           |

Итого: 19 матчей, 0 голов; 11 побед, 4 ничьих, 4 поражения.

## Достижения
Матлок Таун
- Трофей Футбольной ассоциации: 1975